# Nazionale maschile di calcio della Guinea Equatoriale
La nazionale di calcio della Guinea Equatoriale è la rappresentativa nazionale calcistica della Guinea Equatoriale ed è posta sotto l'egida della Federación Ecuatoguineana de Fútbol.
Non vanta partecipazioni alla fase finale della Coppa del mondo; ha, invece, partecipato a quattro fasi finali della Coppa d'Africa, ottenendo quale migliore risultato il quarto posto, raggiunto nel 2015 come paese organizzatore del torneo.
Nella classifica mondiale della FIFA, in vigore dall'agosto 1993, il miglior posizionamento raggiunto dalla Guinea Equatoriale è stato il 49º posto del febbraio 2015, mentre il peggiore è stato il 195º posto del dicembre 1998; occupa il 92º posto della graduatoria.

## Storia
La Guinea Equatoriale esordì il 23 maggio 1975 contro la Cina, perdendo per 6-2 in amichevole. Inattiva per un decennio, tornò in campo per la Coppa UDEAC nel dicembre 1985, quando fu sorteggiata in un girone con Rep. del Congo e Rep. Centrafricana: perse per 5-0 contro il Congo il 9 dicembre e pareggiò per 1-1 contro la Repubblica Centrafricana il 14 dicembre; il 16 dicembre perse per 3-2 ai tiri di rigore contro il Ciad la finale per il quinto posto, dopo l'1-1 dei tempi supplementari.
La squadra si piazzò quarta classificata alla Coppa UDEAC del 1987, dopo aver perso ai tiri di rigore contro il Gabon la finale per il terzo posto e aver segnato un solo gol in tutto il torneo, nella sfida pareggiata per 1-1 contro il Ciad (riuscì, inoltre, a fermare sullo 0-0 il Camerun). Nella Coppa UDEAC del 1988 la squadra giunse sesta, perdendo ai rigori contro la Repubblica Centrafricana.
Nel 1999 la nazionale equatoguineana ottenne la prima vittoria della propria storia, battendo per 4-2 la Repubblica Centrafricana.
Verso la fine del primo decennio degli anni 2000, la federcalcio equatoguineana, in collaborazione con la federcalcio gabonese, presentò una candidatura congiunta per ospitare la Coppa d'Africa 2012 e la candidatura fu accolta. Per l'occasione furono costruiti due nuovi stadi nel paese, lo stadio di Bata e lo stadio di Malabo. La Coppa d'Africa 2012 si aprì per gli equatoguineani con una storica vittoria, la prima in match validi per le fasi finali di competizioni ufficiali, quella ottenuta per 1-0 contro la Libia il 21 gennaio 2012, con gol di Javier Balboa. Battendo il Senegal per 2-1 nel successivo incontro, la squadra si qualificò ai quarti di finale, per poi chiudere il girone al secondo posto dopo aver perso per 1-0 contro lo Zambia. Pur eliminata dalla Costa d'Avorio con un netto 3-0, la nazionale equatoguineana fu elogiata da critica e pubblico.
La Guinea Equatoriale si vide assegnata anche l'organizzazione della Coppa d'Africa 2015, dopo la rinuncia del Marocco, che fu squalificato dalla CAF. Pareggiò contro il Congo (1-1) e contro il Burkina Faso (0-0), poi sconfisse (2-0) il Gabon accedendo ai quarti di finale come seconda classificata nel girone. Eliminando la Tunisia (2-1) approdò alle semifinali, dove fu battuta per 3-0 dal Ghana, per poi terminare il torneo al quarto posto dopo aver perso per 4-2 ai tiri di rigore la finale per la terza piazza contro la RD del Congo (0-0 dopo i tempi supplementari). Grazie all'ottima prestazione fornita in Coppa d'Africa, la Guinea Equatoriale balzò al 49º posto del ranking FIFA.
Malgrado i buoni risultati del triennio 2012-2015, la nazionale entrò poi in un periodo di crisi, fallendo la qualificazione alle successive due edizioni della Coppa d'Africa e continuando a non qualificarsi per la fase finale del campionato del mondo. Una nuova qualificazione alla Coppa d'Africa fu centrata in occasione dell'edizione 2021 e per la squadra fu la prima ottenuta sul campo, dato che nelle precedenti due occasioni aveva avuto accesso alla fase finale del torneo in quanto rappresentativa del paese organizzatore. La qualificazione fu ottenuta nonostante due sconfitte patite nelle prime due partite del girone eliminatorio, dato che, alla ripresa dell'attività calcistica, interrotta dalla pandemia di COVID-19, gli equatoguineani sconfissero in rimonta la Libia per 3-2 in campo neutro (in Egitto), grazie a due gol segnati nei minuti di recupero del secondo tempo, e di nuovo i libici per 1-0 in casa, per poi pareggiare per 1-1 a Dar es Salaam contro la Tanzania, sconfitta per 1-0 dalla Tunisia nella partita precedente, e qualificarsi alla Coppa d'Africa battendo per 1-0 i tanzaniani a Malabo, grazie a un gol realizzato al novantesimo minuto. Nella fase finale gli equatoguineani battono per 6-5 ai calci di rigore il Mali riuscirono raggiungere i quarti di finale, per poi essere eliminati per 3-1 dal Senegal, futuro vincitore del torneo.
Malgrado la Guinea Equatoriale fosse avversa nei pronostici, ribalta a sorpresa le aspettative superando Nigeria, Guinea Bissau e Costa d'Avorio nella fase iniziale della Coppa d'Africa 2024, conseguendo il primato nel proprio girone. La qualificazione al turno successivo è affermata nella partita del 22 gennaio 2024, con un eloquente 4-0 contro la Costa d'Avorio, paese ospitante. Un trionfo reso possibile grazie alla doppietta di Emilio Nsue e ai gol di Pablo Ganet e Jannick Buyla, e che sottolinea così la straordinaria performance della squadra equatoguineana. L'ottavo di finale contro la Guinea si risolve però all'ultimo minuto a favore degli avversari per 1-0.

## Colori e simboli

### Divise storiche
| Coppa d'Africa 2012 | Coppa d'Africa 2012 | Coppa d'Africa 2012 | Coppa d'Africa 2012 |
| --- | --- | ------------------- | ------------------- |
| Casa | Trasferta |                     |                     |
| Manica sinistra · Manica sinistra · Maglietta · Maglietta · Manica destra · Manica destra · Pantaloncini · Pantaloncini · Calzettoni · Calzettoni | Manica sinistra · Manica sinistra · Maglietta · Maglietta · Manica destra · Manica destra · Pantaloncini · Pantaloncini · Calzettoni · Calzettoni |                     |                     |
| Puma | |                     |                     |

| Coppa d'Africa 2015 | Coppa d'Africa 2015 | Coppa d'Africa 2015 | Coppa d'Africa 2015 |
| --- | --- | ------------------- | ------------------- |
| Casa | Trasferta |                     |                     |
| Manica sinistra · Manica sinistra · Maglietta · Maglietta · Manica destra · Manica destra · Pantaloncini · Pantaloncini · Calzettoni · Calzettoni | Manica sinistra · Manica sinistra · Maglietta · Maglietta · Manica destra · Manica destra · Pantaloncini · Pantaloncini · Calzettoni · Calzettoni |                     |                     |
| adidas | |                     |                     |

| Coppa d'Africa 2021 | Coppa d'Africa 2021 | Coppa d'Africa 2021 | Coppa d'Africa 2021 |
| --- | --- | ------------------- | ------------------- |
| Casa | Trasferta |                     |                     |
| Manica sinistra · Manica sinistra · Maglietta · Maglietta · Manica destra · Manica destra · Pantaloncini · Pantaloncini · Calzettoni | Manica sinistra · Manica sinistra · Maglietta · Maglietta · Manica destra · Manica destra · Pantaloncini · Pantaloncini · Calzettoni |                     |                     |
| erreà | |                     |                     |

## Impianti e strutture

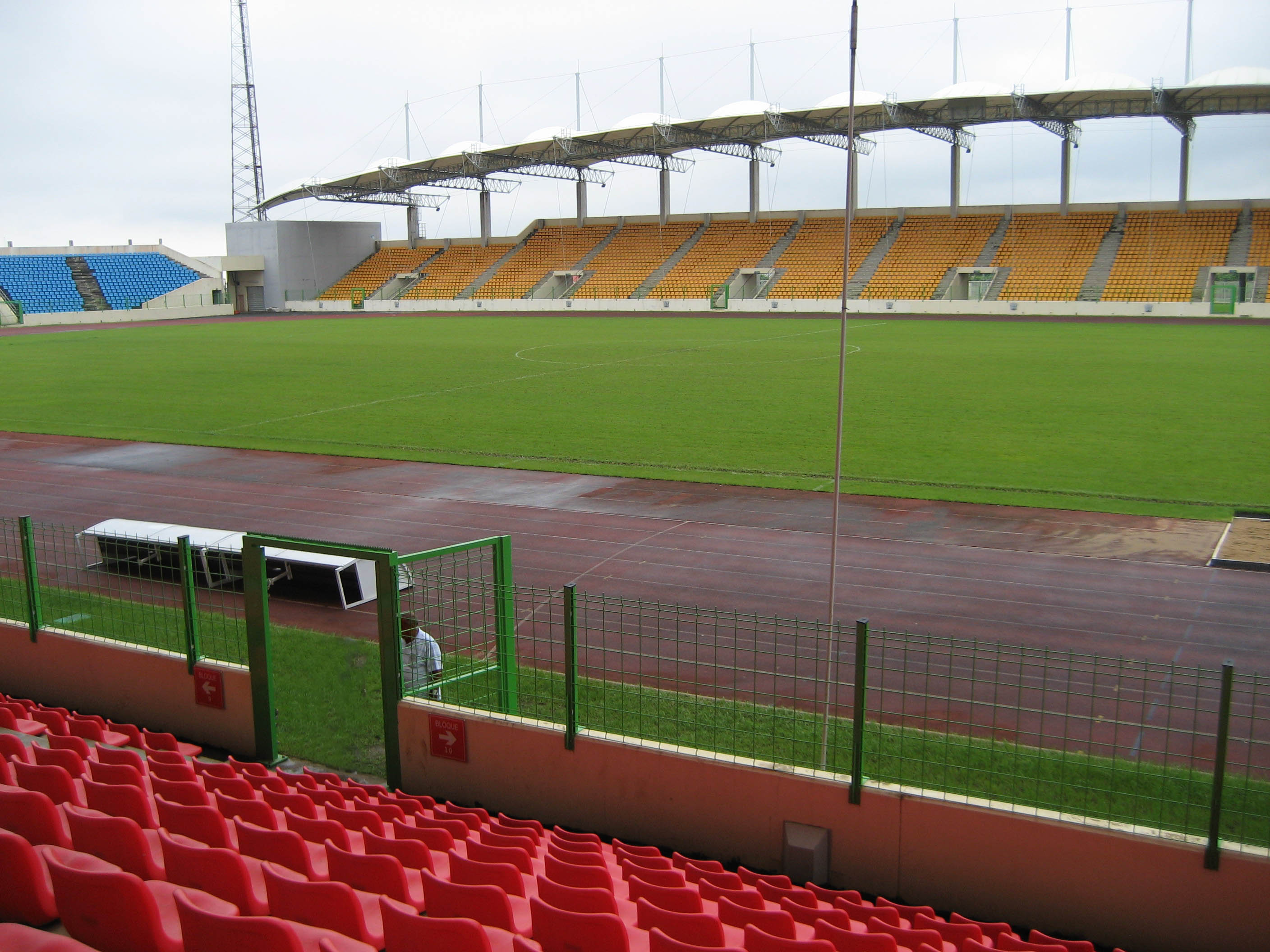
Lo stadio di Malabo, impianto casalingo della nazionale.

La Guinea Equatoriale gioca le proprie partite interne allo stadio di Malabo, nella capitale Malabo, e talvolta allo stadio di Bata, il più grande impianto calcistico del paese, situato a Bata. Gli stadi hanno ospitato alcune partite della Coppa d'Africa 2012 e della Coppa d'Africa 2015, fra cui quelle della nazionale di casa.

## Commissari tecnici

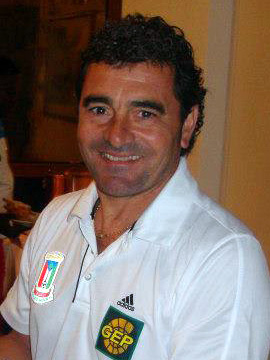
Esteban Becker, ex commissario tecnico.

- Manuel Sanchís Martínez (1980)
- Julio Raúl González (1989–1990)
- Pedro-Mabale Fuga Afang (199?-1998)
- Jesús Martín Dorta (1999)
- Jean-Jacques Dortas (1999)
- Raúl Rodríguez (1999–2000)
- Juan Carlos Bueriberi Echuaca (2000–200?)
- Francisco Nsi Nchama (2002)
- Jesús Martín Dorta (2003)
- Óscar Engonga (2003)
- Adel Amrouche (2004-2005)
- Antônio Dumas (2005–2006)
- Quique Setién (2006)
- Jordan de Freitas (2007–2008)
- Vicente Engonga (2008–2009)
- Carlos Diarte (2009-2010)
- Casto Nopo (2010) (ad interim)
- Henri Michel (2011)
- Casto Nopo (2011) (ad interim)
- Gílson Paulo (2012)
- Andoni Goikoetxea (2013–2014)
- Esteban Becker (2015–2018)
- Franck Dumas (2018-2019)
- Sébastien Migné (2019-2020)
- Juan Micha e  Casto Nopo (2020) (ad interim)
- Juan Micha (2021-)

## Palmarès
- Coppa CEMAC: 1

2006

## Partecipazioni ai tornei internazionali
Legenda: Grassetto: Risultato migliore, Corsivo: Mancate partecipazioni

| Coppa UDEAC - 1984: Primo turno - 1985: Primo turno - 1986: Primo turno - 1987: Quarto posto - 1988: Primo turno - 1989: Non partecipante - 1990: Primo turno | Coppa CEMAC - 2003 - Ritirata - 2005 - Primo turno - 2006 - Campione - 2007 - Primo turno - 2008 - Primo turno - 2009 - Secondo posto - 2010 - Primo turno - 2013 - Primo turno - 2014 - Quarto posto |

## Statistiche dettagliate sui tornei internazionali

### Mondiali
| Anno | Luogo                    | Piazzamento      | V | N | P | Gol |
| ---- | ------------------------ | ---------------- | - | - | - | --- |
| 1930 | Uruguay                  | Non partecipante | - | - | - | -   |
| 1934 | Italia                   | Non partecipante | - | - | - | -   |
| 1938 | Francia                  | Non partecipante | - | - | - | -   |
| 1950 | Brasile                  | Non partecipante | - | - | - | -   |
| 1954 | Svizzera                 | Non partecipante | - | - | - | -   |
| 1958 | Svezia                   | Non partecipante | - | - | - | -   |
| 1962 | Cile                     | Non partecipante | - | - | - | -   |
| 1966 | Inghilterra              | Non partecipante | - | - | - | -   |
| 1970 | Messico                  | Non partecipante | - | - | - | -   |
| 1974 | Germania Ovest           | Non partecipante | - | - | - | -   |
| 1978 | Argentina                | Non partecipante | - | - | - | -   |
| 1982 | Spagna                   | Non partecipante | - | - | - | -   |
| 1986 | Messico                  | Non partecipante | - | - | - | -   |
| 1990 | Italia                   | Non partecipante | - | - | - | -   |
| 1994 | Stati Uniti              | Non partecipante | - | - | - | -   |
| 1998 | Francia                  | Non partecipante | - | - | - | -   |
| 2002 | Corea del Sud / Giappone | Non qualificata  | - | - | - | -   |
| 2006 | Germania                 | Non qualificata  | - | - | - | -   |
| 2010 | Sudafrica                | Non qualificata  | - | - | - | -   |
| 2014 | Brasile                  | Non qualificata  | - | - | - | -   |
| 2018 | Russia                   | Non qualificata  | - | - | - | -   |
| 2022 | Qatar                    | Non qualificata  | - | - | - | -   |

### Coppa d'Africa
| Anno | Luogo                      | Piazzamento      | V | N | P | Gol |
| ---- | -------------------------- | ---------------- | - | - | - | --- |
| 1957 | Sudan                      | Non partecipante | - | - | - | -   |
| 1959 | Rep. Araba Unita           | Non partecipante | - | - | - | -   |
| 1962 | Impero d'Etiopia           | Non partecipante | - | - | - | -   |
| 1963 | Ghana                      | Non partecipante | - | - | - | -   |
| 1965 | Tunisia                    | Non partecipante | - | - | - | -   |
| 1968 | Impero d'Etiopia           | Non partecipante | - | - | - | -   |
| 1970 | Sudan                      | Non partecipante | - | - | - | -   |
| 1972 | Camerun                    | Non partecipante | - | - | - | -   |
| 1974 | Egitto                     | Non partecipante | - | - | - | -   |
| 1976 | Etiopia                    | Non partecipante | - | - | - | -   |
| 1978 | Ghana                      | Non partecipante | - | - | - | -   |
| 1980 | Nigeria                    | Non partecipante | - | - | - | -   |
| 1982 | Libia                      | Non partecipante | - | - | - | -   |
| 1984 | Costa d'Avorio             | Non partecipante | - | - | - | -   |
| 1986 | Egitto                     | Non partecipante | - | - | - | -   |
| 1988 | Marocco                    | Ritirata         | - | - | - | -   |
| 1990 | Algeria                    | Non qualificata  | - | - | - | -   |
| 1992 | Senegal                    | Non partecipante | - | - | - | -   |
| 1994 | Tunisia                    | Non partecipante | - | - | - | -   |
| 1996 | Sudafrica                  | Ritirata         | - | - | - | -   |
| 1998 | Burkina Faso               | Non partecipante | - | - | - | -   |
| 2000 | Ghana / Nigeria            | Non partecipante | - | - | - | -   |
| 2002 | Mali                       | Non qualificata  | - | - | - | -   |
| 2004 | Tunisia                    | Non qualificata  | - | - | - | -   |
| 2006 | Egitto                     | Non qualificata  | - | - | - | -   |
| 2008 | Ghana                      | Non qualificata  | - | - | - | -   |
| 2010 | Angola                     | Non qualificata  | - | - | - | -   |
| 2012 | Gabon / Guinea Equatoriale | Quarti di finale | 2 | 0 | 2 | 3:5 |
| 2013 | Sudafrica                  | Non qualificata  | - | - | - | -   |
| 2015 | Guinea Equatoriale         | Quarto posto     | 2 | 3 | 1 | 5:5 |
| 2017 | Gabon                      | Non qualificata  | - | - | - | -   |
| 2019 | Egitto                     | Non qualificata  | - | - | - | -   |
| 2021 | Camerun                    | Quarti di finale | 2 | 1 | 2 | 3:4 |
| 2023 | Costa d'Avorio             | Ottavi di finale | 2 | 1 | 1 | 9:4 |

## Tutte le rose

### Coppa d'Africa
Coppa d'Africa 20121 Danilo, 2 Evuy, 3 Kily, 4 Rui, 5 Kamissoko, 6 Juvenal, 7 de la Cruz, 8 Randy, 9 Bodipo, 10 Bolado, 11 Balboa, 12 Fidjeu, 13 Ndongo, 14 Konaté, 15 Doe, 16 Sipo, 17 Ekanga, 18 Ellong, 19 Fabiani, 20 Ekedo, 21 Pensy, 22 Ovono, 23 Colin, CT: Gílson Paulo
Coppa d'Africa 20151 Ovono, 2 Evuy, 3 Igor, 4 Rui, 5 Mbele, 6 Juvenal, 7 Belima, 8 Randy, 9 Fabiani, 10 E. Nsue, 11 Balboa, 12 Bolado, 13 Embela, 14 Kike, 15 Ibán, 16 Sipo, 17 R. Nsue, 18 Ellong, 19 Charly, 20 Miguel Ángel, 21 Zarandona, 22 Pablo Ganet, 23 Mosibe, CT: Becker
Coppa d'Africa 20211 Owono, 2 Mayé, 3 Anieboh, 4 Bikoro, 5 Cosme, 6 Ibán, 7 Belima, 8 Machín, 9 Siafá, 10 E. Nsue, 11 Ndong, 12 Mba, 13 Sapunga, 14 Akapo, 15 Coco, 16 Miranda, 17 Dorian Jr., 18 Nlavo, 19 Eneme, 20 Obiang, 21 Ganet, 22 Meseguer, 23 Balboa, 24 Embela, 25 Akapo, 26 Buyla, 27 Oba, 28 L. Nsue, CT: Micha
Coppa d'Africa 20231 Owono, 2 Senra, 3 Anieboh, 4 Bikoro, 5 Elo, 6 Ibán, 7 Machín, 8 Buyla, 9 Obama, 10 E. Nsue, 11 Ndong, 12 C. Ondo, 13 Embela, 14 Balboa, 15 Akapo, 16 Coco, 17 Miranda, 18 Ela, 19 Nlavo, 20 Eneme, 21 Obiang, 22 Ganet, 23 Sapunga, 24 Buyla, 25 Nguema, 26 J. Ondo, 27 Siafá, CT: Micha

## Rosa attuale
Lista dei giocatori convocati per la sfida di qualificazione alla Coppa d'Africa 2021 contro la Tunisia e la Mauritania del 3 e 7 settembre 2021.
Presenze, reti e numerazione aggiornate al 3 settembre 2021.
| 1  | P | Jesús Owono       | 1º marzo 2001     | 5  | -? | Alavés B               |  |  |
| 12 | P | Pascasio Ebea     | 22 febbraio 1995  | 0  | 0  | Leones Vegetarianos    |  |  |
| 13 | P | Manuel Sapunga    | 23 novembre 1992  | 0  | 0  | Futuro Kings           |  |  |
|    |   |                   |                   |    |    |                        |  |  |
| 3  | D | Marvin Anieboh    | 26 agosto 1997    | 4  | 0  | Cacereño               |  |  |
| 4  | D | Rui da Gracia     | 28 maggio 1985    | 32 | 1  | Gimnástica Segoviana   |  |  |
| 5  | D | Cosme Anvene      | 3 marzo 1990      | 7  | 0  | Deportivo Unidad       |  |  |
| 11 | D | Basilio Ndong     | 17 gennaio 1999   | 20 | 0  | Start                  |  |  |
| 14 | D | Luis Enrique Nsue | 16 gennaio 1998   | 1  | 0  | Cano Sport             |  |  |
| 21 | D | Néstor Senra      | 4 gennaio 2002    | 1  | 0  | Sevilla C              |  |  |
| 23 | D | Luis Meseguer     | 7 settembre 1999  | 11 | 1  | Navalcarnero           |  |  |
|    |   |                   |                   |    |    |                        |  |  |
| 2  | C | Miguel Ángel Mayé | 8 dicembre 1995   | 6  | 0  | Futuro Kings           |  |  |
| 8  | C | Santiago Eneme    | 29 settembre 2000 | 8  | 0  | Nantes                 |  |  |
| 10 | C | Fede Bikoro       | 17 marzo 1996     | 27 | 1  | Hércules               |  |  |
| 15 | C | Álex Balboa       | 6 marzo 2001      | 0  | 0  | Alavés B               |  |  |
| 16 | C | Jimmy Ekua        | 21 novembre 1999  | 1  | 0  | Rabo de Peixe          |  |  |
| 20 | C | Jannick Buyla     | 6 ottobre 1998    | 5  | 0  | Gimnàstic de Tarragona |  |  |
| 22 | C | Pablo Ganet       | 4 novembre 1994   | 21 | 2  | Real Murcia            |  |  |
|    |   |                   |                   |    |    |                        |  |  |
| 6  | A | Ibán Salvador     | 11 dicembre 1995  | 24 | 3  | Fuenlabrada            |  |  |
| 9  | A | Salomón Obama     | 4 febbraio 2000   | 8  | 1  | Móstoles URJC          |  |  |
| 7  | A | José Boacho       | 22 luglio 1998    | 21 | 2  | Niki Volos             |  |  |
| 17 | A | Joan Elo          | 1º marzo 1999     | 2  | 0  | Lleida Esportiu        |  |  |
| 18 | A | Óscar Siafá       | 12 settembre 1997 | 0  | 0  | Ierapetra              |  |  |
| 19 | A | Luis Nlavo        | 30 novembre 2002  | 2  | 2  | Braga B                |  |  |

## Galleria d'immagini

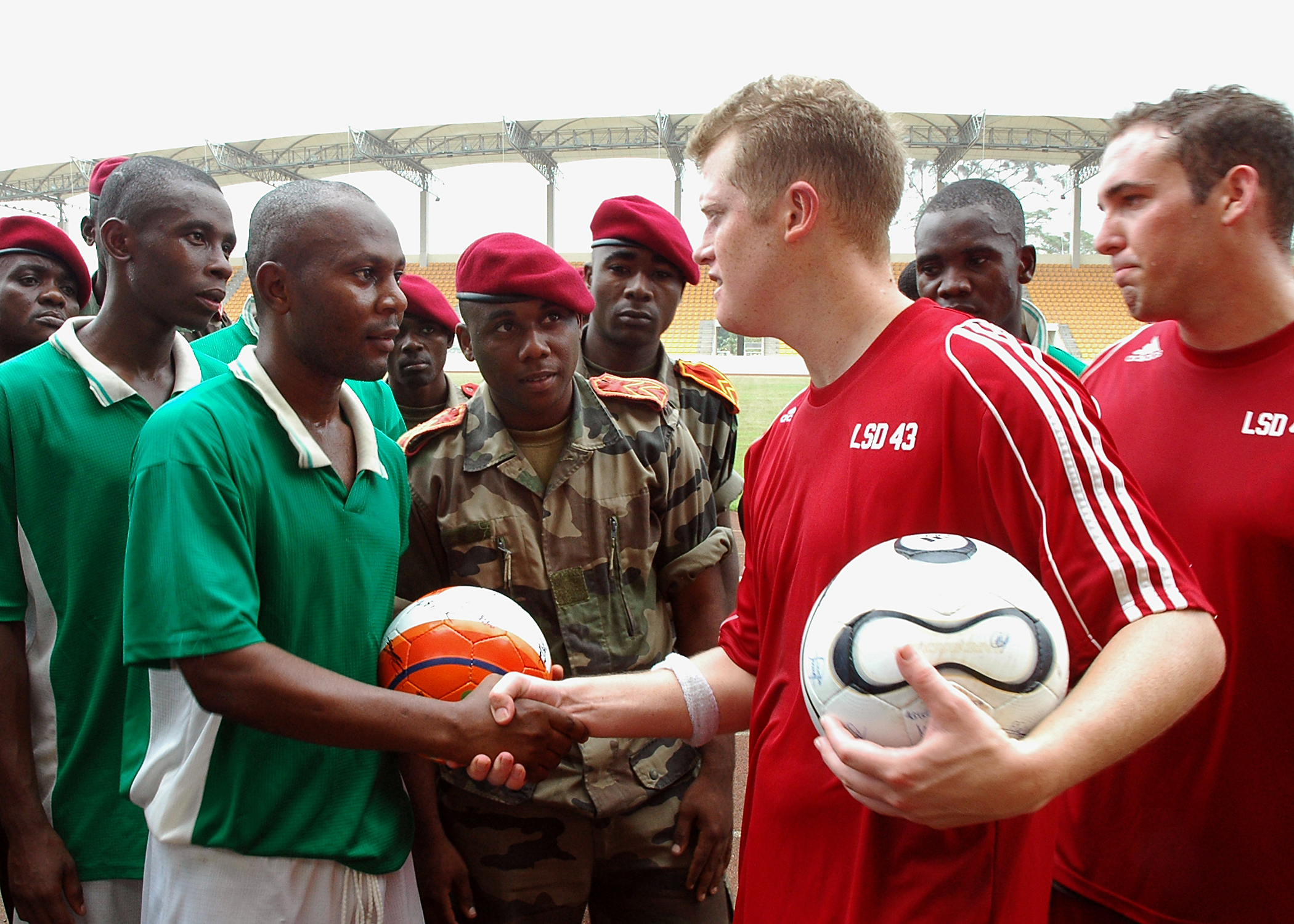
Il capitano della nazionale regala un pallone autografato a dei Marines (febbraio 2008).